# Журавльовка (Гомельський район)
Журавльовка (біл. Жураўлёўка) — село в Гомельському районі Гомельської області Білорусі. Входить до складу Грабовської сільської ради.

## Географія

### Розташування
У 13 км від залізничної станції Терюха (на лінії Гомель — Чернігів), 32 км на південний схід від Гомеля.

## Гідрографія
На річці Грабівка (притока річки Терюха, басейн річки Сож).

## Транспортна мережа
Планування складається з прямолінійної вулиці, орієнтованої з південного сходу на північний захід і забудованої дерев'яними будинками садибного типу.

## Історія
За письмовими джерелами Журавльовка відома з XIX століття як село в Гомельському повіті Могилевської губернії. У 1864 році — урочище, в складі маєтку Грабовка, у володінні К. Фаща. У 1926 році працювало відділення зв'язку, в Маківській сільраді Носовицького району Гомельського округу. У 1930 році жителі вступили в колгосп. Під час німецько-радянської війни 28 жителів загинули на фронті. У 1959 році розміщувалося підсобне господарство «Промінь» Гомельського радіозаводу та фельдшерсько-акушерський пункт.

## Населення

### Чисельність
- 2004 — 45 господарств, 113 жителів.